# Bà Ba Cai Vàng
Bà Ba Cai Vàng (1836-1908), tên thật là Lê Thị Miên, còn được gọi là Yến Phi, biệt hiệu Hồng y liệt nữ. Bà là vợ ba và là cộng sự của Cai Vàng, thủ lĩnh cuộc nổi dậy (khởi phát năm 1862) chống lại triều đình Tự Đức trong lịch sử Việt Nam.

## Cuộc đời
Bà Ba Cai Vàng là người ở thôn Đại Trạch, xã Đình Tổ, thị xã Thuận Thành, tỉnh Bắc Ninh.
Bà là con của một nhà nho không rõ tên, tục gọi là cụ Đồ. Theo lời truyền thì bà còn là con nuôi của Tuần Nhỡn, một trong những chỉ huy của Cuộc nổi dậy Cao Bá Quát ở Mỹ Lương (Sơn Tây).
Khoảng ngoài 20 tuổi, vì không chấp nhận làm vợ lẽ viên chánh tổng có quyền thế tại địa phương, cha con bà phải ẩn trốn ở nhà Tuần Nhỡn. Được ông này giới thiệu, bà tham gia lực lượng của Cai Vàng. Vốn là người văn võ song toàn, bà nhanh chóng được tin dùng, rồi trở thành vợ ba của vị thủ lĩnh, nên được gọi là Bà Ba Cai Vàng .

### Cùng chồng chốngNguyễn
Cai Vàng tên thật là Nguyễn Văn Thịnh (hay Nguyễn Thịnh). Năm 1862, ông lấy danh nghĩa "phù Lê", để phát động cuộc nổi dậy chống lại nhà Nguyễn.
Sách Việt Nam sử lược của Trần Trọng Kim chép: 
Tháng ba năm Nhâm Tuất (1862), ở Bắc Ninh có tên cai tổng Nguyễn Văn Thịnh (tục gọi là Cai tổng Vàng) xưng làm nguyên súy, lập tên Uẩn mạo xưng là con cháu nhà Lê, lên làm minh chủ, rồi nhập đảng với tên (Tạ Văn) Phụng, đem binh đi đánh phủ Lạng Giang, huyện Yên Dũng, và vây thành Bắc Ninh. Bấy giờ quan Bố chính ở Hà Nội là Nguyễn Khắc Thuật, quan Bố chính tỉnh Sơn Tây là Lê Dụ và quan Phó lãnh binh tỉnh Hưng Yên là Vũ Tảo đem quân ba tỉnh về đánh giải vây cho tỉnh Bắc...
Trong khoảng thời gian đó, Bà Ba Cai Vàng đều ở cạnh chồng để cùng chiến đấu.
Ngày 30 tháng 8 năm Quý Hợi (1863, có nguồn ghi 1862), Cai Vàng mất vì trúng đạn của quân triều. Kể từ đó, Bà Ba Cai Vàng kế tục sự nghiệp của chồng.
Sau khi minh chủ Lê Duy Uẩn (hay Huân) bị bắt ở tỉnh thành Tuyên Quang, mùa xuân năm 1864, Bà Ba Cai Vàng trực tiếp cầm quân đánh vào Nãi Sơn (thuộc Hải Dương). Sau nhiều ngày vây đánh mà không thắng được, bà cho lui quân sau khi bắt được Vũ Tảo. Tục truyền, bà đã cho thiêu sống viên quan này, tuy nhiên theo sử nhà Nguyễn thì Vũ Tảo tự tử, được truy tặng chức Thống chế .
Xét thấy không còn đủ sức để tiến hành cuộc chiến đấu lâu dài, ngày 11 tháng 3 năm 1864, bà tổ chức lễ tế chồng cùng các thuộc hạ đã mất, rồi giải tán lực lượng.

### Vào cửaPhật
Theo truyền thuyết, Bà Ba Cai Vàng đã đến sống ẩn tu ở chùa Dận (hay Giặn, thuộc Đình Bảng, Từ Sơn, Bắc Ninh). Cũng có người cho rằng, bà đã vào tu tại chùa Hương Thủy nơi thôn Tứ Kỳ (nay là thôn Đại Trạch, xã Đình Tổ, huyện Thuận Thành, tỉnh Bắc Ninh), với pháp danh là Đàm Giác Linh (hay Ninh). Tại chùa này, bà đã cho dựng miếu Âm Hồn để thờ chồng (Cai Vàng) và các cộng sự đã bỏ mình trong cuộc chiến vừa qua.
Năm 1908, ni cô Đàm Giác Linh (Bà Ba Cai Vàng) viên tịch, thọ 72 tuổi. Hiện nay, tại miếu thờ trên vẫn còn có câu đối chữ Hán ca ngợi bà:
Tiểu cát phục nhung y, kỵ mã huy kỳ, danh trấn anh hùng nhân Kinh Bắc;
Xuất gia quy thiền phái, chiêu kinh tịch kệ, giác chân đức độ Phật Như Lai.
Nghĩa là: 
Thời trẻ mang giáp trụ, cưỡi ngựa phất cờ, nức tiếng Anh hùng miền Kinh Bắc;
Xuất gia vào chùa thiền, tụng kinh đọc kệ, hiểu tường đức độ Phật Như Lai.

## Vè Cai Vàng
Bài Vè Cai Vàng, không rõ tác giả. Trích các đoạn liên quan:
Cai Vàng tỉnh Bắc gan thay
Mộ quân bảy ngày được một vạn ba...
...Khen cho trí lực đàn bà
Bắc Ninh tài tướng vợ ba Cai Vàng
Đấu gan thi sức rõ ràng,
Vợ bé Cai Vàng đánh trận giỏi thay...
Theo bài vè này, thì trước khi phất cờ chống Nguyễn, Cai Vàng có hỏi ý kiến của ba bà vợ. Bà cả nói: "Điềm trời chưa vững đừng đi hội này", bà hai nói: "Xin chàng nghe thiếp đừng đi", còn bà ba thì:
...Nghe hai chị nói em đây không đồng.
Nói rồi quỳ xuống lạy chồng,
-Chàng dốc một lòng thiếp cũng xin chơi...
Trước thái độ cương quyết của người vợ ba, Cai Vàng đồng ý khởi binh:
Trong thì Cai Vàng xông pha
Ngoài thì vợ bé thứ ba đánh vào
Quân trào (triều) tán lạc binh đao,
Bốn bề súng bắn xôn xao đì đùng.
Đánh nhau đã ba giờ ròng,
Súng bắn đì đùng như thể pháo ran.
Đạn bắn như các rải đàng
Các quan vội vàng về tỉnh Bắc Ninh.
Truyền quân coi giữ mặt thành,
Cô Ba đuổi tới Bắc Ninh đánh trào.
Truyền quân đóng sập cử vào,
Hãm lương quân trào mấy tháng chẳng tha.
Ngoài thì đàn hát reo hò,
Các quan trong tỉnh nằm lo đêm ngày...
Đoạn Cai Vàng bị trúng đạn, sắp mất:
Cô ba cầm lấy cổ tay,
Chàng ơi có thác phen này không oan.
Mình thiếp thi sức, thi gan
Mang thân thác cửa vua quan đáng đời.
Chàng thác yên phận chàng rồi,
Chàng thác đã vậy thiếp tôi thế nào?
Mình thiếp mười vạn binh đao
Biết rằng có chống lại trào được chăng?
Vợ chồng than thở vừa xong,
Cai Vàng sức kiệt dốc lòng ngã ra.
Truyền quân mang xác về nhà,
Tìm nơi an táng để mà cho yên.
Rồi ra lập lại binh quyền,
Cất quân ra đánh một phen báo thù...